# Robert Garbe (Ingenieur)

Robert Garbe

Robert Hermann Garbe  (* 9. Januar 1847 in Oppeln; † 23. Mai 1932 in Berlin) war ein deutscher Maschinenbauingenieur und preußischer Baubeamter, der ab 1895 als Lokomotiv-Beschaffungs-Dezernent bei der königlich preußischen Eisenbahndirektion Berlin wirkte und vor allem durch bewährte Dampflokomotiv-Konstruktionen für die Preußischen Staatseisenbahnen hervortrat.

## Jugend und Ausbildung
Garbe wurde als ältester Sohn des Schlossermeisters Ferdinand Garbe in der oberschlesischen Provinzhauptstadt Oppeln geboren, ging dort auf die Volksschule und erlernte im väterlichen Betrieb das Schlosserhandwerk. Der Wunsch nach Weiterbildung führte ihn an die Breslauer  Bauschule. Dort arbeitete er auch in den Hauptwerkstätten der Oberschlesischen Eisenbahn und machte im Frühjahr 1867 das Examen als Lokomotivführer. Er besuchte weiter die Provinzial-Gewerbeschule in Brieg, bestand die Abgangsprüfung mit Auszeichnung und ging 1869 an die königlich preußische Gewerbeakademie Berlin. Er beendete sein Studium 1872 mit den besten Noten in allen Fächern. Die Oberschlesische Eisenbahn übernahm ihn als Konstrukteur.

## Preußische Eisenbahndirektion
1873 wechselte er zur Direktion der Niederschlesisch-Märkischen Eisenbahn in Berlin. Danach wurde Garbe Vorsteher der Eisenbahn-Zentralwerkstätte in Frankfurt (Oder). Im Jahre 1877 übertrug ihm das Ministerium die Leitung der Hauptwerkstätte in Rummelsburg. 1879 wurde er zum königlich preußischen Eisenbahn-Maschinenmeister und 1882 zum Eisenbahn-Maschineninspektor ernannt. 1890 wurde er schließlich zum Eisenbahndirektor ernannt. 1895 wurde Garbe bei gleichzeitiger Ernennung zum Direktionsmitglied der Eisenbahndirektion Berlin Dezernent für Bauarten und Beschaffung der Lokomotiven. In dieser Eigenschaft fiel ihm auch der Vorsitz im Lokomotivausschuss zu, der dem preußischen Ministerium der öffentlichen Arbeiten die neu zu beschaffenden Lokomotiven vorzuschlagen hatte.
Im Jahr 1907 wurde in Berlin das königlich preußische Eisenbahn-Zentralamt gegründet. Hier übernahm Garbe den Bereich Konstruktion der Heißdampflokomotiven und Tender. Am 1. April 1912 wurde er pensioniert.

## Entwicklungen
Angeregt durch die Arbeiten von Wilhelm Schmidt aus Kassel war Garbe bereits um 1893 zu der Erkenntnis gelangt, dass durch die Anwendung überhitzten Dampfs eine Leistungssteigerung bei Dampflokomotiven möglich war. So war er führend bei der Einführung der Heißdampflokomotiven in Preußen. 1898 wurde eine Preußische S 3 mit einem Flammrohr-Überhitzer versehen, weitere Versuche mit einem Rauchkammer-Überhitzer folgten. Im Jahr 1902 konstruierte Garbe seine erste Heißdampf-Güterzuglokomotive, die Preußische G 8. Von dieser Maschine mit vier gekuppelten Achsen wurden rund 1000 Exemplare gebaut. 1913 entstand auf dieser Grundlage die zunächst als „Verstärkte Normalbauart“ bezeichnete Preußische G 8.1, von der bis 1921 über 5000 Exemplare gebaut wurden.
Die nach den von Garbe erstellten Rahmen-Richtlinien entwickelten Lokomotiven zeichneten sich vor allem durch gute Leistungen bei einfacher Bauweise aus. Spitzenleistungen wurden bewusst nicht angestrebt, Priorität in Garbes Konstruktionen hatten demgegenüber Zuverlässigkeit und Wartungsfreundlichkeit. Nach diesem Schema entstanden bis zur Pensionierung Garbes im Jahr 1912 neben einigen Versuchsausführungen insgesamt 13 Heißdampflokomotivtypen für alle wichtigen Verwendungszwecke. Garbes Baugrundsätze waren so weit zum Allgemeingut der preußischen Lokomotivkonstruktion geworden, dass sie auch nach seinem Eintritt in den Ruhestand weiter angewendet wurden.
In hohem Maße symbolisiert die Preußische P 8 die Konstruktionsprinzipien Garbes. Sie wurde in einer Stückzahl von insgesamt 3948 Exemplaren (einschließlich der Nachbauten in Rumänien) gebaut und war bis zum Ende der Dampflok-Ära um 1972–1974 auf deutschen Gleisen in Betrieb.
Mit der Entwicklung einer 2’C2’-Personenzug-Tenderlokomotive für 100 km/h der Baureihe T 18 im Jahr 1912 für einen „Pendelverkehr auf kürzeren Strecken“ wurde im Prinzip auch der später sehr verbreitete Wendezugverkehr von Garbe mit initiiert.
Charakteristiken der Konstruktionen Garbes sowohl bei den preußischen Nassdampf- als auch den Heißdampf-Lokomotiven war ihr zunehmend unruhig werdender Lauf bei zunehmender Geschwindigkeit durch mangelhaften Ausgleich der hin-und-her-gehenden Massen des Triebwerks, wodurch bei der P8 zum Beispiel Garbes Klassifizierung als „Schnellzuglokomotive“ nur auf dem Papier erschienen war, die ursprüngliche Spitzengeschwindigkeit von 110 km/h wurde in den betrieblichen Lasten-Tabellen der Preußisch-Hessischen Staatseisenbahnverwaltung von 1915 auf 90 km/h reduziert.
Zweites Charakteristikum war der sehr schmale und lange Rost, weil bei tiefer Kessellage die Feuerbüchse zwischen den Kuppelrädern liegt. Diese Form ließ sich vom Heizer nur unvollkommen mit Kohle beschicken, bewirkte aber durch den langen Brennweg und die große Strahlungsheizfläche eine gute Verdampfungswilligkeit des Kessels, wie sie bei späteren Lokomotiven oft nur durch Einbau einer Verbrennungskammer erreicht wurden.
Drittes Charakteristikum ist die typisch „Garbe’sche Angströhre“ aller seiner Konstruktionen, also ein allzu geringer Querschnitt des Schornsteins, mitsamt der von vielen als „hässlich“ empfundenen Front-Partie Rauchkammer-Schlot-Zylinderposition-Laufradsatz.
Man erkannte sehr früh, dass sich bewährte Teile der stationären Dampfmaschine nicht auf die Dampflokomotive übertragen lassen, dass jede Dampflokomotive eine komplexe Maschine zur Beförderung von Lasten ist, dass zur Jahrhundertwende keine empirisch aufwändigen Versuche und Vergleiche unternommen wurden und dass zum Ende der Länderbahnzeit viele Erfindungen erst noch alltagstauglich zu gestalten waren (wie Überhitzer, Vorwärmer, Speisedom, Druckluftbremse, Anfahrvorrichtung für im Verbund wirkende Hochdruck- und Niederdruckzylinder, Kurvengängigkeit des Fahrwerks und vor allem die Parameter der zueinander passenden Bauteile). Zudem wurde die Strömungslehre noch nicht als wichtig empfunden. Robert Garbe war unter den Konstrukteuren ein Sturkopf, der sich durchzusetzen wusste und seine Idee möglichst weniger Universal-Lokomotiven bis zuletzt den Kommissionen von Verwaltungen und Herstellern anpries.
Während als Hauptverdienst Garbes im Hinblick auf die technische Entwicklung der Dampflokomotive die Einführung des Heißdampfs gelten kann, stand Garbe dem Verbundprinzip bei Lokomotiven ablehnend gegenüber, er sah den Heißdampf als vollständigen Ersatz für die komplizierte und wartungsaufwändige Verbundtechnik an, nicht als Ergänzung derselben zur Leistungssteigerung.
Die wohl bedeutendste Anerkennung wurde Garbe nach dem Ausscheiden aus dem Staatsdienst zuteil, die Technische Hochschule Berlin-Charlottenburg verlieh ihm aufgrund seiner Verdienste um die Entwicklung der Heißdampflokomotive die Ehrendoktorwürde (als Dr.-Ing. E.h.).

## Schriften
- Die Dampflokomotiven der Gegenwart. Betrachtungen über den Bau und Betrieb, unter besonderer Berücksichtigung der Erfahrungen an den mit Schmidtschen Überhitzereinrichtungen gebauten Heissdampflokomotiven der Preussischen Staatseisenbahnverwaltung. Ein Handbuch für Lokomotivbauer, Eisenbahnbetriebsbeamte und Studierende des Maschinenbaufachs. Julius Springer, Berlin 1907 / 1920. (als Faksimile-Nachdruck: Steiger, Moers 1981.)
- Die zeitgemäße Heißdampflokomotive. (als Ergänzung des Werks Die Dampflokomotiven der Gegenwart) Julius Springer, Berlin 1924. (als Faksimile-Nachdruck: Steiger, Moers 1981.)
- Heissdampflokomotiven der Gegenwart. (als Kurzausgabe der Werke Die Dampflokomotiven der Gegenwart, 2. Auflage 1920, und Die zeitgemässe Heissdampflokomotive, 1924, zusammengestellt und herausgegeben von Karl Rainer Repetzki) Moers, Steiger 1982, ISBN 3-921564-53-0.